# Усов, Иван Иванович
Иван Иванович Усов (3 октября 2000) — российский тяжелоатлет. Серебряный призёр чемпионата России 2025 года в категории до 67 кг. Мастер спорта России.

## Биография
Родился 3 октября 2000 года. Воспитанник Николая Евсеева из брянской спортшколы «Сталь».
29 апреля 2019 года присвоено звание звание «Мастер спорта России».
В августе 2025 года на чемпионате России в Санкт-Петербурге в категории до 67 кг завоевал серебряную медаль с результатом 283 кг по сумме двоеборья. В отдельных упражнениях стал обладателем малых бронзовых медалей.

## Основные результаты
| Год  | Соревнования     | Место проведения | Весовая категория | Рывок, кг | Толчок, кг | Сумма, кг | Место |
| ---- | ---------------- | ---------------- | ----------------- | --------- | ---------- | --------- | ----- |
| 2025 | Чемпионат России | Санкт-Петербург  | до 61 кг          | 128       | 155        | 283       | 2     |